# 기타요시하라역
기타요시하라역(일본어: 北吉原駅)은 일본 홋카이도 시라오이 군 시라오이정에 위치한 홋카이도 여객철도 무로란 본선의 철도역이다. 상대식 승강장 2면 2선의 구조를 갖춘 지상역이다.

## 역 주변
- 국도 제36호선
- 닛폰 제지 홋카이도 공장 시라오이 사업소

## 역사
- 1965년 11월 1일 : 일본국유철도의 역으로서 개업. 여객 취급만.
- 1980년 5월 : 간이위탁역화.
- 1987년 4월 1일 : 일본국유철도 분할 민영화에 의해, 홋카이도 여객철도가 승계.
- 2003년 4월 1일 : 간이 위탁 폐지.

## 인접 역
| 홋카이도 여객철도 무로란 본선 | 홋카이도 여객철도 무로란 본선 | 홋카이도 여객철도 무로란 본선 |
| ----------------------------- | ----------------------------- | ----------------------------- |
| H 26 다케우라 오샤만베 방면   | ■ 무로란 본선                 | 하기노 H 24 도마코마이 방면   |